# Amphitryon (Molière)
Pour les articles homonymes, voir Amphitryon (homonymie).
Amphitryon est une comédie de Molière en trois actes et en vers, représentée pour la première fois au théâtre du Palais-Royal le 13 janvier 1668.
Le 16 janvier, elle est jouée aux Tuileries devant Louis XIV. Le succès est immédiat ; la pièce sera jouée vingt-neuf fois jusqu'à Pâques 1668. Molière, qui a alors 46 ans, tient le rôle de Sosie. Un parfum de scandale entoure la pièce, certains prétendant que, sous les traits de Jupiter, se cache Louis XIV, et qu’ainsi Molière critiquait les amours du roi Soleil.
Qualifiée de classique et adaptée de l’Amphitryon de Plaute, elle met en scène un Jupiter qui se déguise pour séduire Alcmène, tandis que Mercure se déguise en Sosie pour protéger les amours de son père, cette pièce explore le thème de l'illusion. Par le traitement burlesque d'un problème philosophique, elle se moque légèrement d'une autre « conception philosophique de l'évidence, la philosophie cartésienne. [...] Molière a fait coïncider le lexique de Sosie avec celui employé par Descartes dans son Discours de la méthode et dans celle de ses Méditations métaphysiques qui fonde son célèbre cogito. »
La popularité de l'œuvre est telle que deux de ses personnages sont entrés dans le langage courant :
- Sosie, serviteur d'Amphitryon, a donné le mot français sosie, pour désigner une personne ressemblant à une autre, comme pour Mercure et Sosie ;
- de même, dans un langage soutenu, un amphitryon désigne un hôte qui offre un dîner, suivant le vers célèbre de la pièce : « le véritable Amphitryon est l'Amphitryon où l'on dîne ».

## Résumé de la pièce en actes
Acte I : Monologue de Sosie, qui se plaint de devoir marcher seul la nuit. Il répète ce qu’il va raconter à Alcmène à propos du combat. Mercure veut empêcher Sosie d’entrer. Il lui prouve qu’il n’est pas Sosie. Mercure ne se prive pas pour rouer Sosie de coups. Scène entre Jupiter et Alcmène. Celle-ci pense avoir passé la nuit avec Amphitryon. Jupiter, dans ses adieux, lui demande de penser plus à l’amant qu’à l’époux. Dispute entre Cléanthis et Mercure (qui a l’apparence de Sosie) car celui-ci ne lui dit plus de belles paroles. Il lui répond qu’elle n'a qu’à se trouver un galant mais elle est trop honnête femme. 
Acte II : Sosie tente vainement d’expliquer à Amphitryon ce qui lui est arrivé. Ce dernier ne le croit pas. Il le croit fou, ivre ou fatigué. Amphitryon et Alcmène se retrouvent. Il apprend par elle qu'ils ont passé la nuit ensemble. Le malentendu prend des proportions importantes. Amphitryon part chercher le frère d’Alcmène. Discussion entre Cléanthis et Sosie. Ils parlent de ce qu’il a soi-disant fait le soir précédent. Il cherche des excuses, ce qui énerve Cléanthis. Jupiter revient pour apaiser Alcmène. Sosie lui demande ce qu’elle pense du pardon. Elle lui répond qu’elle voudrait voir tous les hommes en enfer. Jupiter tente de faire pardonner l’amant. Il a du mal. Alcmène est très en colère. Il lui demande de lui pardonner ou de lui dire de se tuer. Elle lui pardonne. Il envoie Sosie chercher des hommes pour le remplacer par Mercure. Sosie tente de se réconcilier avec Cléanthis qui refuse, ce qui le met en colère. 
Acte III : Amphitryon ne retrouve pas son beau-frère ! Il se pose des questions sur cette histoire. Il veut questionner à nouveau Alcmène. Discussion entre Mercure et Amphitryon. Mercure l’empêche d’entrer et lui dit que le vrai Amphitryon est déjà dedans. Monologue d’Amphitryon. Il parle de se venger. Amphitryon veut punir Sosie mais celui-ci ne sait pas pourquoi. Les capitaines thébains le défendent. Rencontre entre Amphitryon et Jupiter. Cette fois, la ressemblance le frappe. Jupiter parle de prouver qu’il est le vrai Amphitryon devant tout Thèbes. Amphitryon veut se venger. Seconde rencontre entre Mercure et Sosie. Mercure ne veut toujours pas le laisser entrer. Sosie veut garder son nom, ce que Mercure lui défend. Sosie rejoint le vrai Amphitryon. Ses hommes lui promettent allégeance. Naucratès nous apprend que Jupiter va donner la preuve de son identité. Mercure dit la vérité. Il avoue avoir battu Sosie sans raison. Il dit que Jupiter est descendu pour Alcmène. Jupiter apparaît et dit lui-même à quel point Alcmène est fidèle. Il annonce la naissance prochaine d’Hercule. Il demande à Amphitryon d’oublier sa haine et de prendre cet évènement comme un honneur plutôt que le contraire.

### Prologue
Jupiter, le roi des dieux, est tombé amoureux d’Alcmène, la jeune épouse d’Amphitryon qui est parti à la guerre. Profitant de l’absence de ce dernier, il envoie son fils Mercure, dont il fait son messager, demander à la Nuit de prolonger sa course pour que Jupiter (qui s'est métamorphosé en Amphitryon) puisse profiter plus longtemps de l’alcôve d’Alcmène, laquelle n’y voit que du feu. La Nuit est plutôt réticente, mais elle accepte finalement.

### Acte I
- Scène 1 - Sosie, le valet d’Amphitryon, est chargé d’annoncer le retour plus rapide que prévu de son maître victorieux à sa femme Alcmène. Apeuré par la nuit noire, il se parle à lui-même, haïssant sa condition d’esclave, mais heureux des exploits de son maître. Peu sûr de lui-même, il décide de répéter son ambassade, sa lanterne devenant Alcmène. Tout à coup, il entend un bruit...
- Scène 2 - Sosie et Mercure (métamorphosé en Sosie) se rencontrent. Pour éviter que Jupiter et Alcmène soient dérangés dans leurs ébats, Mercure fait tout pour empêcher Sosie d’entrer : il tente de le convaincre qu’il est le « vrai » Sosie, puis Mercure l’éloigne en le frappant. Sosie retourne au port.

- Scène 3 - Jupiter, sous les traits d’Amphitryon, rencontre Alcmène. Celle-ci est très heureuse de le revoir et le félicite pour sa victoire. Jupiter est tendre et plein d’amour envers Alcmène … Après leurs ébats, Jupiter remonte au Ciel et Mercure prévient la Nuit que le Soleil peut réapparaître.
- Scène 4 - Mercure (toujours métamorphosé en Sosie) désire rejoindre Jupiter, mais Cléanthis, la femme du vrai Sosie, s’aperçoit de sa tentative de départ : elle lui reproche son indifférence envers elle et son manque d’amour. S'ensuit une violente dispute conjugale et Mercure, finalement, monte au Ciel.

### Acte II
- Scène 1 - Rentré au port, Sosie explique à Amphitryon que devant la porte de sa maison, son autre moi l'a empêché de délivrer son message à Alcmène. Il n’a donc pas rempli sa mission. Amphitryon n’en croit pas un mot et il veut rejoindre sa bien-aimée, mais reste au port pour la nuit.
- Scène 2 - Le vrai Amphitryon arrive le lendemain chez lui, et s’attend à des retrouvailles passionnées. Pourtant, celle-ci n’est pas étonnée de son retour, pour la bonne raison qu’elle a passé toute la nuit avec lui. Il s’étonne, et se trahit. Une dispute éclate. Amphitryon a la preuve qu’il était au port toute la nuit : le frère d’Alcmène, aide de camp d’Amphitryon, est resté avec lui. Amphitryon s’en va.
- Scène 3 - Cléanthis et Sosie se disputent à cause des événements de la nuit : elle est furieuse pour leur dernière querelle conjugale. L’arrivée d’Amphitryon stoppe leur dispute.
- Scène 4 - Jupiter (de nouveau métamorphosé) redescend sur terre pour apaiser Alcmène. Il demande à Cléanthis où se trouve sa maîtresse. Celle-ci répond qu’elle veut rester seule, mais Jupiter ne renonce pas…
- Scène 5 - Sosie et sa femme sont étonnés du soudain comportement bienveillant d’Amphitryon. Cléanthis peste contre les attitudes des hommes.
- Scène 6 - Jupiter, ignorant la dispute entre Alcmène et Amphitryon, est reçu par une Alcmène furieuse. Étonné, il tente de faire pardonner les fautes du vrai Amphitryon. Ils se réconcilient. Jupiter invite Alcmène à un dîner.
- Scène 7 - Sosie tente de réconcilier son couple en prenant exemple sur le pardon d’Alcmène. Pourtant, Cléanthis refuse et Sosie se met en colère devant l’entêtement de sa femme.

### Acte III
- Scène 1 - Dans ce monologue, Amphitryon s’apitoie sur son sort : il est torturé entre déshonneur, orgueil et jalousie. Cependant, il espère qu’Alcmène a perdu la raison.
- Scène 2 - Par plaisir, Mercure (transformé en Sosie) refuse à Amphitryon de le laisser entrer dans sa propre demeure. Il fait semblant de le prendre pour un inconnu, puis pour un ivrogne. Mercure annonce à Amphitryon qu’un autre Amphitryon est à l’intérieur avec Alcmène.
- Scène 3 - Amphitryon est déshonoré et décide de se venger.
- Scène 4 - Sur ordre de Jupiter, Sosie emmène les capitaines Naucratès et Polidas à son banquet de réconciliation avec Alcmène : Sosie est convaincu du retour à la normale des relations entre Amphitryon et son épouse. Pourtant, sur le chemin du retour, Amphitryon aperçoit Sosie et le roue de coups pour « son » insolence. Les deux capitaines affirment à leur chef que Sosie ne pouvait refuser le passage d’Amphitryon puisqu'il les accompagnait au dîner de Jupiter. Amphitryon se résigne au surnaturel.
- Scène 5 - Au dîner, Jupiter (métamorphosé) et Amphitryon se rencontrent : Amphitryon tente de tuer l’imposteur et laver son honneur. Mais ni Sosie ni les deux capitaines ne savent reconnaître le vrai Amphitryon. Jupiter annonce qu’il va lever le mystère. Sosie propose de faire une trêve le temps du repas.
- Scène 6 - Mercure prend l’aspect de Sosie et empêche ce dernier d’entrer dans la cuisine.
- Scène 7 - Amphitryon souffre. Il organise sa vengeance avec les conseils de ses deux amis. Sosie les rejoint, s’accuse de tant de malheur et désire être puni.
- Scène 8 - Cléanthis est étonnée par la présence de deux Amphitryon : l’un est à l’étage avec Alcmène tandis que l’autre, le vrai, est au rez-de-chaussée.
- Scène 9 - Mercure donne finalement son vrai aspect, sa fonction et annonce que « le roi des dieux » a abusé d’Alcmène. Il s’envole vers les cieux.
- Scène 10 - Jupiter apparaît, affirme qu’il est l’imposteur, mais que la situation d’Amphitryon n’est pas déshonorante : il est cocu certes, mais par le roi des dieux. Il annonce qu’Alcmène est enceinte et qu’elle accouchera d’Hercule. Sosie, après avoir remarqué que Jupiter sait enjoliver son forfait (« Jupiter sait dorer la pilule ! »), conclut les dialogues, et chacun rentre chez soi.

## Ouvrages cités
- Georges Forestier et Claude Bourqui, Notice du Tartuffe : Molière. Œuvres complètes, t. 2, Paris, Gallimard, coll. « Bibliothèque de la Pléiade » (no 9), 2010, 1792 p. (ISBN 978-2-07-011742-0, présentation en ligne), p. 1354-1389